# Tin Hinan
Tin Hinan, segons els nobles tuaregs de l'Ahaggar, fou una reina del segle IV considerada com el seu avantpassat, la seva «mare». Es diu que fou una dona d'una «bellesa irresistible», alta, amb una cara sense defecte, ulls immensos i ardents, nas fi, desprenent tota ella una aura tant de bellesa com d'autoritat.
El nom Tin Hinan, significa, en amazic ‘la que ve de lluny’, ‘la que es desplaça’, perquè havia arribat a l'Ahaggar després de travessar el Sàhara acompanyada de la seva serventa Takamat, avantpassada dels tuaregs plebeus.
La tomba atribuïda a Tin Hinan fou descoberta per Byron Khun de Prorok a Abalessa, a Algèria, en 1925. En el seu interior s'hi recuperà un esquelet de dona, una moneda de l'emperador Constantí (272-337), joies d'or i d'argent, i mobles de qualitat.
L'esquelet femení presentava símptomes d'artrosi lumbar que molt probablement l'obligava a coixejar, cosa que coincidiria amb la descripció feta pel gran historiador Ibn Khaldun dient que els tuaregs de l'Ahaggar es coneixien també com els «fills de Tiski», que significa ‘fills de la dona coixa’.
La tomba de Tin Hinan ha esdevingut una atracció turística, mentre les seves joies i l'esquelet són al Museu Nacional del Bardo, a Alger.